# Limba emiliano-romagnolă
Limba emiliano-romagnolă este, conform diferiților lingviști, fie un dialect al limbii italiene, fie o limbă romanică de sine stătătoare, vorbită în nord-estul Italiei.